# Cânone de Morgan
O Cânone de Morgan, também conhecido como Cânone de Lloyd Morgan, Cânone de Interpretação de Morgan ou o princípio ou lei da parcimônia, é um preceito fundamental da psicologia comparativa (animal), cunhado pelo psicólogo britânico do século XIX C. Lloyd Morgan. Em sua forma desenvolvida afirma que: 
Em nenhum caso uma atividade animal deve ser interpretada em termos de processos psicológicos superiores se puder ser razoavelmente interpretada em termos de processos que se situam abaixo na escala de evolução e desenvolvimento psicológico.
A explicação de Morgan ilustra a suposta falácia nas abordagens antropomórficas do comportamento animal. Ele acreditava que as pessoas só deveriam igualar as ações dos animais aos estados humanos, como emoções, intenções ou consciência, se uma descrição menos avançada do comportamento não puder ser apresentada.
Alternativamente, os comportamentos animais podem ser justificados como complexos quando a iniciativa do animal envolve procedimentos além da prática instintiva (ou seja, o animal está consciente de seus próprios comportamentos naturais). Essa explicação pode ser usada para entender o contexto em que o cânone foi estudado, bem como seus elogios e críticas. Várias aplicações do mundo real envolvendo acasalamento, competição e cognição exemplificam a preferência de Morgan em simplificar o comportamento animal no que se refere a esses processos.

## Contexto
O cânone de Morgan foi derivado após questionar interpretações anteriores do comportamento animal, especificamente a abordagem anedótica de George Romanes que ele considerava excessivamente antropomórfica. Seu prestígio é parcialmente creditado às descrições comportamentais de Morgan, onde aquelas inicialmente interpretadas como usando processos mentais superiores poderiam ser melhor explicadas pelo aprendizado simples de tentativa e erro (o que agora é chamado de condicionamento operante). Uma observação famosa envolve o terrier de Morgan, Tony, que, depois de muitas tentativas, abriu com sucesso um portão de jardim. Embora o resultado final pudesse ser facilmente visto como um ato perspicaz, Lloyd Morgan observou e registrou as aproximações que levaram ao aprendizado gradual do procedimento do cão e que poderia demonstrar que nenhuma percepção cognitiva superior seria necessária para explicá-lo.

## Avaliação
O amplo estudo da cognição animal exigiu um uso disciplinado do cânone de Lloyd Morgan.  D.A. Dewsbury chamou o Canon de Morgan "talvez, a declaração mais citada na história da psicologia comparativa". Frans de Waal reiterou que é "talvez a declaração mais citada em toda a psicologia " em seu livro The Ape and the Sushi Master (O macaco e o mestre de sushi). Uma seção aponta para uma declaração que Morgan mais tarde acrescentou: "não há nada realmente errado com interpretações complexas se uma espécie animal forneceu sinais independentes de alta inteligência" na psicologia acadêmica do século XX. A contribuição de Morgan continua sendo uma estrutura significativa da cognição animal e é reverenciada como uma compreensão valiosa da execução comportamental. Várias razões para a adesão ao cânone foram oferecidas, incluindo análise de aptidão, restrições de evolução e filogenia e limitações fisiológicas.
Com isso dito, o cânone reuniu críticas substanciais. Muitos pesquisadores modernos, como Tobias Starzak, sugerem que falta hierarquias de comportamento operacionalmente definidas. Há uma preocupação adicional de que a restrição de explicações cognitivas avançadas descarte o espectro de consciência comportamental e oportunidade. Devido a esses problemas, a própria interpretação de Morgan é considerada excessivamente simplista e ambígua.
A pesquisa sobre o comportamentos dos animais discute questões sobre favorecer raciocínios simplistas, especialmente quando se discutem comportamentos de origens dispersas ou observam-se sistemas bastante sofisticados. A quantidade de mecanismos comportamentais propostos parece receber menos atenção do que sua posição em uma escala cognitiva. Vários estudos tomaram nota disso e, assim, mantiveram o ceticismo do Canonê de Morgan como um princípio parcimonioso. Apesar dessas deficiências, várias alternativas apresentadas, incluindo o evidencialismo, visam solucionar suas complicações.

## Aplicações em populações animais

### Exibições de acasalamento
A maioria das variedades de animais produz exibições para fins reprodutivos ou de cortejo. O comportamento de acasalamento é muitas vezes considerado intencional devido à natureza discriminatória da seleção de parceiros; ou seja, a busca de potenciais parceiros antecipa uma escolha deliberada. Os processos de acasalamento são frequentemente disputados no debate natureza-criação. No entanto, os procedimentos de acasalamento podem variar entre as circunstâncias. Exibições de acasalamento homossexuais, como as observadas em uma observação de pinguins-rei nas Ilhas Kerguelen, parecem idênticas às usadas para atrair indivíduos do sexo oposto. A capacidade dos pinguins de diferenciar entre membros do mesmo sexo e do sexo oposto tem sido debatida na literatura de comportamento animal, alguns alegando que o fenômeno é irregular, enquanto outros o consideram mais sistêmico. No entanto, as condições ambientais, como as proporções de sexo, podem demonstrar diferenças individuais dentro da população. Como a população da Ilha Kerguelen não mostrou discernimento consciente entre os indivíduos, ao invés de escolher parceiros aleatoriamente, o cânone de Morgan possivelmente presume que suas exibições são geneticamente programadas e não mostram evidência de discriminação entre os sexos.

### Competição e sinais externos
A competição entre organismos (geralmente machos) resulta de disputas inabaláveis por território (para acasalamento ou residência geral), comida ou potenciais parceiros de acasalamento. Os indivíduos podem competir usando sinais visuais, como é visto em várias espécies de borboletas. Dois sinais de combate diferentes foram registrados: um usa uma tela aerodinâmica que resulta na rendição de pelo menos um competidor do sexo masculino, o segundo requer um encontro com um casulo imaturo.
Este último não exclui os rivais de se aproximarem do mesmo casulo, mas brigas podem ocorrer no caso de uma fêmea ser incubada. Casos semelhantes em outras espécies são apoiados pelos princípios da teoria dos jogos. No entanto, a competição entre borboletas é uma ocorrência rara e, portanto, a resolução de conflitos não é exatamente compreendida. Um estudo usou o cânone de Morgan para identificar um terceiro processo; a possibilidade de que as batalhas surjam de uma tentativa equivocada de cortejar outros competidores. Uma vez que as borboletas não podem causar ferimentos graves aos oponentes nem identificar com precisão o sexo de outra pessoa, a distinção de um companheiro de um competidor às vezes é inexistente. 
Os resultados de vários estudos concluem que o combate aéreo é idealmente exclusivo dos machos territoriais.  Da mesma forma, o cânone de Morgan justifica o combate equivocado, desde que os casos registrados de diferenciação sexual sejam limitados. Proezas intelectuais realizadas por golfinhos podem ser responsáveis por sua maior consciência cognitiva.

### Consciência cognitiva
O escopo da consciência animal não é percebido igualmente pelos padrões humanos, então as obrigações para com as espécies animais como um todo são distribuídas de forma desigual. As preocupações levantadas por ativistas dos direitos dos animais discutem parcialmente as habilidades cognitivas de indivíduos ou espécies inteiras. Tais questões sugerem que a maioria das espécies é pelo menos um pouco capaz de auto-reconhecimento. Os golfinhos são particularmente considerados por terem altas capacidades intelectuais e são frequentemente objeto de experimentos cognitivos.
Embora o cânone de Morgan geralmente pretenda evitar suposições baseadas em processos de ordem superior, exceções psicológicas surgem com golfinhos, pois suas percepções não implicam intencionalidade. Há evidências de estados de consciência autodirigidos e dirigidos de outra forma que estão próximos daqueles experimentados pelos humanos. Um estudo de 2004 testou o conceito perceptivo de incerteza em golfinhos.
Os sujeitos foram aclimatados a um clipe de som inalterado, então esperava-se que usassem sua memória para determinar uma mudança no tom. Uma vez que um tom mais baixo ou mais alto foi ouvido, os golfinhos tocaram um remo destinado a ser um indicador de cada categoria de tom. Os resultados referem-se a um limiar de discriminação além do qual as interpretações de mudança de tom se tornam duvidosas (cerca de 2100 Hz). Dado os possíveis erros de distinção, um terceiro som de "escape" foi fornecido para uso em caso de incerteza. Embora os indivíduos façam uso da "fuga", muitas vezes relutam em fazê-lo. Indivíduos com golfinhos ainda escolheram uma das outras duas opções apesar da confusão, talvez como uma insistência em sua resposta original. Com base nesse tipo de pesquisa, os especialistas concordaram amplamente com um padrão de compulsão arraigada que apoia ainda mais as investigações de ordem inferior de Morgan.